# Station Zetting
Station Zetting is een spoorwegstation in de Franse gemeente Zetting.